# Eau pétrifiante
Les eaux pétrifiantes sont des sources très riches en dioxyde de carbone et en carbonate de calcium. En arrivant à l'air libre, elles perdent leur dioxyde de carbone et déposent en partie le carbonate dissous. Des objets exposés quelques jours à l'action de ces eaux se trouvent incrustés dans une couche de calcite.